# Thomas Joseph Winning
Thomas Joseph Winning (Wishaw, 3 giugno 1925 – Glasgow, 17 giugno 2001) è stato un cardinale e arcivescovo cattolico britannico.

## Biografia
Nacque a Wishaw il 3 giugno 1925.
Nel 1971 fu nominato vescovo ausiliare di Glasgow e vescovo titolare di Lugmad.
Nel 1974 venne promosso arcivescovo di Glasgow.
Papa Giovanni Paolo II lo elevò al rango di cardinale nel concistoro del 26 novembre 1994.
Morì il 17 giugno 2001 all'età di 76 anni.

## Stemma

### Blasonatura
| Stemma |
| --- |
| |
| Descrizione |
| D'armellino, alla fascia di nero caricata da un crescente montante d'oro, accompagnato da due stelle a cinque punte d'argento. |
| Timbro |
| Lo scudo, accollato a una croce astile patriarcale d'oro, posta in palo, è timbrato da un cappello con cordoni e nappe di rosso. Le nappe, in numero di trenta, sono disposte quindici per parte, in cinque ordini di 1, 2, 3, 4, 5. Sotto la scudo, nella lista svolazzante d'argento, il motto in lettere maiuscole di nero: CHARITAS CHRISTI URGET NOS. |

## Genealogia episcopale e successione apostolica
La genealogia episcopale è:
- Cardinale Scipione Rebiba
- Cardinale Giulio Antonio Santori
- Cardinale Girolamo Bernerio, O.P.
- Arcivescovo Galeazzo Sanvitale
- Cardinale Ludovico Ludovisi
- Cardinale Luigi Caetani
- Cardinale Ulderico Carpegna
- Cardinale Paluzzo Paluzzi Altieri degli Albertoni
- Papa Benedetto XIII
- Papa Benedetto XIV
- Papa Clemente XIII
- Cardinale Marcantonio Colonna
- Cardinale Giacinto Sigismondo Gerdil, B.
- Cardinale Giulio Maria della Somaglia
- Cardinale Carlo Odescalchi, S.I.
- Cardinale Costantino Patrizi Naro
- Cardinale Lucido Maria Parocchi
- Papa Pio X
- Cardinale Gaetano De Lai
- Cardinale Raffaele Carlo Rossi, O.C.D.
- Cardinale William Godfrey
- Arcivescovo James Donald Scanlan
- Cardinale Thomas Joseph Winning

La successione apostolica è:
- Vescovo Charles McDonald Renfrew (1977)
- Vescovo Joseph Devine (1977)
- Vescovo John Aloysius Mone (1984)